# Apeadeiro de Sabroso
O Apeadeiro de Sabroso, originalmente denominado de Sabrozo, é uma interface encerrada da Linha do Corgo, que servia a localidade de Sabroso de Aguiar, no concelho de Vila Pouca de Aguiar, em Portugal.

## História

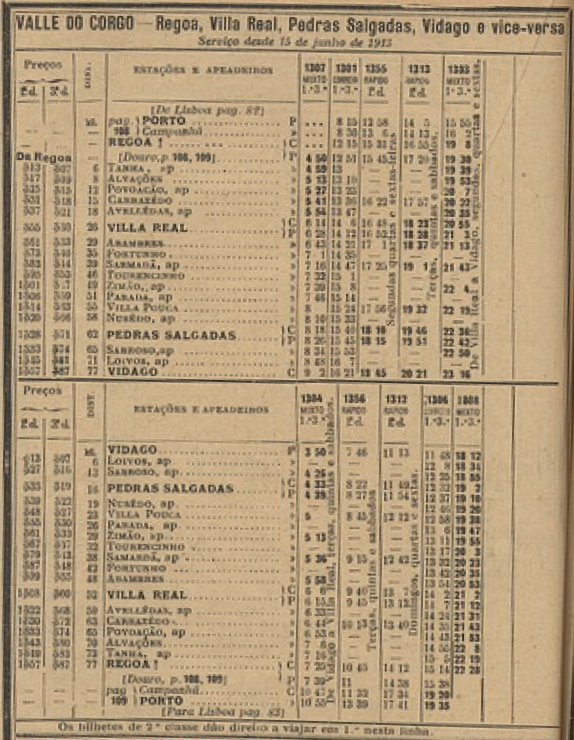
Horário da Linha da Corgo em 1913, incluindo o apeadeiro de Sabroso.

No planeamento para o traçado da Linha do Corgo além de Pedras Salgadas, uma das três alternativas para a passagem para a vertente da Ribeira de Oura era através da Portela de Sabroso, onde a Estrada Real seguia o Ribeiro do Reigaz até ao Vidago. O lanço entre Pedras Salgadas e Vidago da Linha do Corgo foi inaugurado em 20 de Março de 1910.
Em Maio de 1933, a comissão administrativa do Fundo Especial de Caminhos de Ferro decidiu financiar a construção de uma toma de água nesta interface, que então possuía a categoria de estação. No ano seguinte, a Companhia Nacional de Caminhos de Ferro, que estava a explorar a linha, construiu um cais coberto, e em 1935 instalou a toma de água.
Em Setembro de 1971, a Companhia dos Caminhos de Ferro Portugueses alertou que a partir do dia 1 de Outubro desse ano iriam deixar de estar guarnecidas várias estações e apeadeiros, incluindo o de Sabroso, no âmbito de um programa de racionalização da exploração ferroviária. Desta forma, o apeadeiro deixaria de vender bilhetes, que passariam a ser comprados a bordo dos comboios, e seria suspensa a expedição de bagagens e remessas em detalhe.
A circulação ferroviária no lanço entre Chaves e Vila Real foi encerrada em 2 de Janeiro de 1990, pela empresa Caminhos de Ferro Portugueses.
Em 15 de outubro de 2024 foi inaugurado um albergue de peregrinos com capacidade para 15 pessoas, que resultou da recuperação do edifício do antigo apeadeiro.